# یان هاین-جونگ
یان هاین-جونگ (انگلیسی: Youn Hyun-jung؛ متولد ۱۴ مارس ۱۹۷۹) یک تکواندوکار اهل کره جنوبی است.
وی در مسابقات قهرمانی تکواندو جهان ۲۰۰۳ در گارمیش-پارتنکیرشن، با شکست دادن چن ژونگ در بازی نیمه نهایی و ناتاشا وزمار در بازی نهایی، در دسته سنگین‌وزن برنده مدال طلا شد. وی در بازی‌های آسیایی ۲۰۰۲ پس از شکست در برابر وانگ آی-شیان، در بازی نهایی، مدال نقره را از آن خود کرد.